# District de Vhembe
Le district de Vhembe est l'un des cinq districts de la province du Limpopo, en Afrique du Sud. C'est le plus septentrional du pays ; il est frontalier, au nord, du district de Beitbridge, dans la province du Matabeleland méridional, au Zimbabwe. Son territoire correspond à l'ancien bantoustan de Venda ainsi qu'à ceux de deux quartiers de l’ancien bantoustan de Gazankulu, qui était habité par des Tsonga, Hlangani et Malamulele, ce qui contribue à sa diversité ethnique. La capitale du district est Thohoyandou, qui était aussi celle du bantoustan.
Selon le recensement de 2011, environ 860 000 personnes, parmi les 1,3 million de résidents de Vhembe, ont la langue venda comme langue maternelle, un peu plus de 310 000, le tsonga, et un peu moins de 20 000, le sotho du Nord.

## Histoire
Le Vhembe était à l'origine peuplé de populations khoïsan, aujourd'hui disparues. Il fut plus tard peuplé par des Vendas, venus du Matabeleland méridional au Zimbabwe, qui constituent la majorité de la population de nos jours. Ils se trouvent uniquement dans le district de Vhembe, il n'existe pas de communauté venda ailleurs en Afrique du Sud. Les ruines de Dzata, dans le district local de Thulamela, sont celles d'une des capitales de l'empire venda, lequel domina la région durant le xviiie siècle.
Les Tsonga commencèrent à arriver en 1820, depuis le sud-est, et tendent à devenir majoritaires à Malamulele, à l'est, et à Hlanganani, au sud.
En 1836, les premiers colons Boers arrivèrent à leur tour. Le peuplement boer commença à la fin du xviiie siècle et s'amplifia tout au long du xixe siècle. Au tournant du xxe siècle, ce qui s'appelait à l'époque le « Soutpansberg » fut pris aux Venda par les Boers, ce qui en fait une des dernières zones de la future république d'Afrique du Sud à passer sous la domination des Blancs. Durant l'apartheid, le bantoustan de Venda est créé ; il sera un État indépendant en 1979 avant d'être réintégré dans le pays en 1994. L'ancienne capitale du bantoustan deviendra celle du district. Son nom de Thohoyandou est celui d'un chef Venda qui conduisit l'expansion de l’empire au xviiie siècle.
Vhembe est le nom du Limpopo en langue venda. Il fut proposé aux votes comme choix possible pour le nom de la province lorsqu'elle fut renommée en 2003 ; le choix final fut cependant « province du Limpopo ».
Le 11 décembre 2008, Vhembe est déclarée zone sinistrée par le gouvernement provincial à cause d'une épidémie de choléra, survenue au Zimbabwe, qui avait franchi la frontière.
En 2009, la région devient officiellement réserve de biosphère, au sens de l'UNESCO. La réserve inclut le massif du Blouberg, le parc national Kruger, le plateau du Makgabeng, les terres humides du Makuleke, les paysages du Mapungubwe et la chaîne de montagne du Soutpansberg.

## Géographie
L'élément géographique le plus important du district est la présence de la chaîne de montagnes du Soutpansberg.

### Alentours
Le Vhembe est entouré par le Zimbabwe au nord, le district de Mopani au sud, le district de Capricorn au sud-ouest, le district de Waterberg à l'ouest.

### Municipalités locales
Le Vhembe est composé des municipalités locales suivantes :
| Municipalité locale | Population | %      | Langue majoritaire |
| ------------------- | ---------- | ------ | ------------------ |
| Thulamela           | 300 000    | 48.72% | Venda et Tsonga    |
| Makhado             | 280 000    | 41.43% | Venda et Tsonga    |
| Malamulele          | 220 000    | 6.58%  | Venda et Tsonga    |
| Musina              | 39 308     | 3.28%  | Venda              |

## Démographie
Les statistiques qui suivent proviennent du recensement de 2011, échantillon 10 %.
| Langue            | Locuteurs | %     |
| ----------------- | --------- | ----- |
| Venda             | 861 910   | 67.3% |
| Tsonga            | 318 973   | 24.9% |
| Sotho du Nord     | 19 935    | 1.6%  |
| Afrikaans         | 16 317    | 1.3%  |
| Sotho du Sud      | 12 369    | 1.0%  |
| Autres            | 27038     | 2.1%  |
| Anglais           | 12994     | 1.0%  |
| Ndébélé           | 4193      | 0.3%  |
| Zoulou            | 1 864     | 1.0%  |
| Tswana            | 1 179     | 0.1%  |
| Xhosa             | 660       | 0.1%  |
| Swati             | 2 412     | 0.2%  |
| Langue des signes | 1 205     | 0.1%  |

### Sexes
| Sexe   | Nombre  | %     |
| ------ | ------- | ----- |
| Femmes | 704 559 | 54.4% |
| Hommes | 590 509 | 45.6% |

### Groupes de population
| Groupes            | Nombre    | %     |
| ------------------ | --------- | ----- |
| Africains noirs    | 1 272 427 | 98.3% |
| Blancs             | 14 168    | 1.1%  |
| Indiens/Asiatiques | 5 435     | 0.4%  |
| Coloured           | 1 858     | 0.1%  |
| Autres             | 1 180     | 0.1%  |

### Âges
| Âge     | Nombre  | %     |
| ------- | ------- | ----- |
| 00 - 04 | 163 984 | 12.7% |
| 05 - 09 | 142 612 | 11.0% |
| 10 - 14 | 144 313 | 11.1% |
| 15 - 19 | 159 642 | 12.3% |
| 20 - 24 | 130 534 | 10.1% |
| 25 - 29 | 99 850  | 7.7%  |
| 30 - 34 | 80 042  | 6.2%  |
| 35 - 39 | 71 038  | 5.5%  |
| 40 - 44 | 59 394  | 4.6%  |
| 45 - 49 | 53 881  | 4.2%  |
| 50 - 54 | 45 418  | 3.5%  |
| 55 - 59 | 35 508  | 2.7%  |
| 60 - 64 | 27 315  | 2.1%  |
| 65 - 69 | 21 205  | 1.6%  |
| 70 - 74 | 18 526  | 1.4%  |
| 75 - 79 | 16 045  | 1.2%  |
| 80 - 84 | 13 847  | 1.2%  |
| 85+     | 11 916  | 0.9%  |